# Frederick Hamlin
Frederick George Hamlin, född 18 april 1881 i Barking, London, död 7 april 1951 i Surrey, var en brittisk tävlingscyklist.
Hamlin blev olympisk silvermedaljör i tandem vid sommarspelen 1908 i London.